# 11873 Kokuseibi
11873 Kokuseibi este un asteroid din centura principală de asteroizi.

## Descriere
11873 Kokuseibi este un asteroid din centura principală de asteroizi. A fost descoperit pe 30 noiembrie 1989 la Kushiro de Masanori Matsuyama și Kazuro Watanabe. Asteroidul prezintă o orbită caracterizată de o semiaxă mare de 2,25 ua, o excentricitate de 0,14 și o înclinație de 7,4° în raport cu ecliptica.